# Nyaa Torrents
Nyaa Torrents es un motor de búsqueda y rastreo de ficheros BitTorrent centrado en material audiovisual de Japón, Corea del Sur y Sureste asiático. Es uno de los mayores indexadores públicos de torrents de anime.

## Historia
En 2011 algunos de los usuarios del sitio fueron blanco de demandas antipiratería, inicialmente por parte de la distribuidora Funimation, y posteriormente en 2014 el sitio fue identificado como importante punto de piratería digital por el gobierno japonés.
El sitio fue objetivo de un gran ataque DDoS a principios de septiembre de 2014.
El 1 de mayo de 2017, la mayoría de los dominios de la web fueron desactivados, pero las descargas siguen activas. Posteriormente en junio del mismo año TorrentFreak reportó que la empresa Goodlabs, ubicada en Alemania, activó el dominio .eu falso para enviar malware a los usuarios.
En noviembre de 2021, solo el dominio .si es el único disponible.